# Seznam dílů seriálu Sběratelé kostí
Toto je seznam dílů seriálu Sběratelé kostí.

## Přehled řad
| Řada | Díly | Premiéra v USA    | Premiéra v USA    | Premiéra v ČR     | Premiéra v ČR     |
| Řada | Díly | První díl         | Poslední díl      | První díl         | Poslední díl      |
| ---- | ---- | ----------------- | ----------------- | ----------------- | ----------------- |
| 1    | 22   | 13. září 2005     | 17. května 2006   | 3. ledna 2007     | 30. května 2007   |
| 2    | 21   | 30. srpna 2006    | 16. května 2007   | 6. června 2007    | 24. října 2007    |
| 3    | 15   | 25. září 2007     | 19. května 2008   | 9. září 2009      | 16. prosince 2009 |
| 4    | 26   | 3. září 2008      | 14. května 2009   | 18. srpna 2010    | 24. února 2011    |
| 5    | 22   | 17. září 2009     | 20. května 2010   | 3. března 2011    | 31. května 2011   |
| 6    | 23   | 23. září 2010     | 19. května 2011   | 10. dubna 2012    | 2. října 2012     |
| 7    | 13   | 3. listopadu 2011 | 14. května 2012   | 9. října 2012     | 22. ledna 2013    |
| 8    | 24   | 17. září 2012     | 29. dubna 2013    | 8. října 2013     | 18. března 2014   |
| 9    | 24   | 16. září 2013     | 16. května 2014   | 30. prosince 2014 | 16. června 2015   |
| 10   | 22   | 25. září 2014     | 11. června 2015   | 15. prosince 2015 | 10. května 2016   |
| 11   | 22   | 1. října 2015     | 21. července 2016 | 28. března 2017   | 22. srpna 2017    |
| 12   | 12   | 3. ledna 2017     | 28. března 2017   | 30. ledna 2018    | 4. dubna 2018     |

## Seznam dílů

### První řada (2005–2006)
| Č. v seriálu | Č. v řadě | Původní název                  | Český název               | Režie               | Scénář                           | Premiéra v USA     | Premiéra v ČR   |
| --- | --------- | ------------------------------ | ------------------------- | ------------------- | -------------------------------- | ------------------ | --------------- |
| 1 | 1         | Pilot                          | —                         | Greg Yaitanes       | Hart Hanson                      | 13. září 2005      | 3. ledna 2007   |
| Seznamujeme se s hlavní hrdinkou seriálu, doktorkou Temperance Brennanovou, specialistkou na výzkum kostí, která se snaží pomáhat při řešení zločinů FBI a Národní bezpečnosti. V prvním díle Temperance se svým partnerem agentem Bothem pátrá po identitě oběti, jejíž kosterní pozůstatky se našly v rybníku. Avšak po zjištění její totožnosti a uvěznění vraha se ukazuje, že jde o politicky ožehavou záležitost.                                                      |           |                                |                           |                     |                                  |                    |                 |
| 2 | 2         | The Man in the S.U.V.          | Muž v autě                | Allan Kroeker       | Stephen Nathan                   | 20. září 2005      | 10. ledna 2007  |
| Když při výbuchu automobilu, registrovaného na muže ze Středního Východu, zemře člověk, Tempe, Booth a její tým se vydají po stopách teroristy ve snaze zabránit mu v dalších vraždách. |           |                                |                           |                     |                                  |                    |                 |
| 3 | 3         | A Boy in a Tree                | Kluk na stromě            | Patrick Norris      | Hart Hanson                      | 27. září 2005      | 17. ledna 2007  |
| Když se ve větvích stromu v areálu výběrové soukromé školy najde tlející tělo syna venezuelského ambasadora, jednoduchý případ se rychle změní v klubko lží, sexu a skándálu, zahrnujícího zaměstnance a studenty školy. |           |                                |                           |                     |                                  |                    |                 |
| 4 | 4         | The Man in the Bear            | Muž v medvědovi           | Allan Kroeker       | Laura Wolner                     | 1. listopadu 2005  | 24. ledna 2007  |
| Brennanová a Booth cestují do státu Washington, aby vyšetřili smrt muže, jehož ruka byla nalezena v žaludku medvěda. |           |                                |                           |                     |                                  |                    |                 |
| 5 | 5         | A Boy in a Bush                | Kluk ve křoví             | Jesús Treviño       | Steve Blackman a Greg Ball       | 8. listopadu 2005  | 31. ledna 2007  |
| Booth požádá Brennanovou, aby pomohla lokalizovat a identifikovat pozůstatky šestiletého chlapce, Charlieho, který zmizel v místním nákupním centru. |           |                                |                           |                     |                                  |                    |                 |
| 6 | 6         | The Man in the Wall            | Mumie ve zdi              | Tawnia McKiernan    | Elizabeth Benjamin               | 15. listopadu 2005 | 7. února 2007   |
| Když jsou Brennanová a Angela zadrženy při rvačce v tanečním klubu, Brennanová odstrčí dotěrného návštěvníka klubu na zeď, která se prorazí a odhalí mumifikované tělo a ukryté drogy. |           |                                |                           |                     |                                  |                    |                 |
| 7 | 7         | A Man on Death Row             | Muž v cele smrti          | David Jones         | Noah Hawley                      | 22. listopadu 2005 | 14. února 2007  |
| Právní zástupce muže, drženého v cele smrti, požádá Bootha o pomoc, aby dokázal jeho nevinu předtím, než bude popraven. Booth souhlasí a poprosí Brennanovou a její tým, aby mu pomáhali. |           |                                |                           |                     |                                  |                    |                 |
| 8 | 8         | The Girl in the Fridge         | Dívka v lednici           | Sanford Bookstaver  | Dana Coen                        | 29. listopadu 2005 | 21. února 2007  |
| Brennanová se chystá na večeři se svým bývalým profesorem a milencem, když ji Booth požádá o pomoc při identifikaci pozůstatků mladé ženy, nalezené v chladničce. |           |                                |                           |                     |                                  |                    |                 |
| 9 | 9         | The Man in the Fallout Shelter | Muž v protiatomovém krytu | Greg Yaitanes       | Hart Hanson                      | 13. prosince 2005  | 28. února 2007  |
| Brennanová a její tým jsou povoláni, aby identifikovali tělo muže, nalezeného v protiatomovém krytu. Zatímco zkoumají kosti, Zack náhodně odhalí smrtící houbu, která způsobí to, že tým zůstane zavřený v karanténě přes Vánoce. |           |                                |                           |                     |                                  |                    |                 |
| 10 | 10        | The Woman at the Airport       | Žena z letiště            | Greg Yaitanes       | Teresa Lin                       | 25. ledna 2006     | 7. března 2007  |
| Brennanová a Booth vyšetřují nález částí těla ženy poblíž mezinárodního letiště v Los Angeles. Jejich zkoumání zpomaluje rozsáhlá plastická operace, kterou oběť podstoupila. |           |                                |                           |                     |                                  |                    |                 |
| 11 | 11        | The Woman in the Car           | Žena v autě               | Dwight Little       | Noah Hawley                      | 1. února 2006      | 14. března 2007 |
| Když se najde ohoželé tělo ženy v autě, jež nese stopy po únosu jejího dítěte, Brennanová a Booth podezřívají otce, Carla Deckera. Ale vše se zkomplikuje, když se ukáže, že Decker je člen programu na ochranu svědků. |           |                                |                           |                     |                                  |                    |                 |
| 12 | 12        | The Superhero in the Alley     | Smrt superhrdiny          | James Whitmore, Jr. | Elizabeth Benjamin               | 8. února 2006      | 21. března 2007 |
| Brennanová a Booth vyšetřují původ rozložného těla, jež bylo nalezeno v postranní uličce a určí, že šlo o samotářského teenagera. |           |                                |                           |                     |                                  |                    |                 |
| 13 | 13        | The Woman in the Garden        | Žena v zahradě            | Sanford Bookstaver  | Laura Wolner                     | 15. února 2006     | 28. března 2007 |
| Booth a Brennanová jsou povláni k vyšetřování, když se v kufru člena gangu najde vykopaná mrtvola. Když je vyslýchán, střelba z kolem jedoucího auta mu umožní utéct. Booth a Brennanová sledují vodítka, která je dovedou k dalšímu prázdnému hrobu a do domu senátora, kde člen gangu dříve pracoval. |           |                                |                           |                     |                                  |                    |                 |
| 14 | 14        | The Man on the Fairway         | Muž na golfovém hřišti    | Tony Wharmby        | Steve Blackman                   | 8. března 2006     | 4. dubna 2007   |
| Brennanová a Zack ohledávají místo havárie malého letadla, které převáželo čínské diplomaty a jednu ženu. Na místě havárie Brennanová najde úlomky kostí, které nepatří ani jednomu z pasažérů, ale mohly by patřit muži, jež zmizel před pěti lety. Doktor Goodman nařídí týmu, aby pracoval čistě na případu čínských diplomatů, ale Brennanová se rozhodne vyšetřovat za jeho zády úlomky kostí.                                                                          |           |                                |                           |                     |                                  |                    |                 |
| 15 | 15        | Two Bodies in the Lab          | Dvě těla v laborce        | Allan Kroeker       | Stephen Nathan                   | 15. března 2006    | 11. dubna 2007  |
| Když se Brennanová rozhodne vyzkoušet on-line schůzku, stane se cílem střelby před místní restaurací, kde měla schůzka proběhnout. Následné vyšetřování odhalí, že střelec by mohl být napojen na jeden ze dvou případů, na kterých Brennanová pracuje.. |           |                                |                           |                     |                                  |                    |                 |
| 16 | 16        | The Woman in the Tunnel        | Žena v podzemí            | Joe Napolitano      | Greg Ball a Steve Blackman       | 22. března 2006    | 18. dubna 2007  |
| Brennanová a Booth narazí na podzemní svět lidí bez domova, když objeví ostatky filmařky ve ventilační šachtě podzemního tunelu. |           |                                |                           |                     |                                  |                    |                 |
| 17 | 17        | The Skull in the Desert        | Lebka v poušti            | Donna Deitch        | Jeff Rake                        | 29. března 2006    | 25. dubna 2007  |
| Během dovolené Angela nalezne v poušti lebku. Řekne Brennanové, ať jí pomůže s identifikací, protože se obává, že může patřit jejímu příteli, který zmizel s místní průvodkyní. Vyšetřování dovede tým k násilnickému příteli průvodkyně - místnímu šerifovi - a nakonec také k sbírce padělků. |           |                                |                           |                     |                                  |                    |                 |
| 18 | 18        | The Man with the Bone          | Muž s kostí               | Jesús Treviño       | Craig Silverstein                | 5. dubna 2006      | 2. května 2007  |
| Booth a Brennanová prozkoumávají místo, kde by mohl být pirátský poklad. |           |                                |                           |                     |                                  |                    |                 |
| 19 | 19        | The Man in the Morgue          | Muž v márnici             | James Whitmore, Jr. | Noah Hawley a Elizabeth Benjamin | 19. dubna 2006     | 9. května 2007  |
| Brennanová odjede do New Orleans, aby pomohla identifikovat oběti hurikánu Katrina. Další ráno se ale vzbudí ve svém hotelovém pokoji celá od krve a zbitá a nepamatuje si, co se stalo. Booth přijíždí, aby jí zkusil pomoci vzpomenout si. Když je nalezen zavražděný místní soudní lékař, Brennanová se stává hlavní podezřelou. Vyšetřování pak zavede Bootha a Brennanovou do světa voodoo.                                                                             |           |                                |                           |                     |                                  |                    |                 |
| 20 | 20        | The Graft in the Girl          | Kosti na prodej           | Sanford Bookstaver  | Laura Wolner a Greg Ball         | 26. dubna 2006     | 16. května 2007 |
| Tým pomáhá dceři zástupce ředitele Sama Cullena - Amy - když se u ní objeví ojedinělá forma rakoviny plic poté, co jí je transplantována kostní dřeň. Booth a Brennanová zjistí, že není jedinou obětí této nemoci. |           |                                |                           |                     |                                  |                    |                 |
| 21 | 21        | The Soldier on the Grave       | Vojákova smrt             | Jonathan Pontell    | Stephen Nathan                   | 10. května 2006    | 23. května 2007 |
| Brennanová a Booth vyšetřují domnívanou sebevraždu na Arlingtonském hřbitově, ale brzy zjistí, že šlo o vraždu a že oběť byl voják, který sloužil v Iráku. Pátrání vede k mnoha nezodpovězeným otázkám o armádní jednotce, přičemž vše ukazuje na to, že šlo o krycí akci. Booth si připomíná svojí temnou minulost ostřelovače a hrůzy války, jež zažil. |           |                                |                           |                     |                                  |                    |                 |
| 22 | 22        | The Woman in Limbo             | Žena ze záhrobí           | Jesús Treviño       | Hart Hanson                      | 17. května 2006    | 30. května 2007 |
| Brennanová dostane na práci kosterní pozůstatky, které musí identifikovat, ale je zděšena, když zjistí, že patří její matce. Brennanová je tímto poznatkem zdrcená, protože nikdy nezjistila, co se jejím rodičům stalo poté, co před 15 lety zmizeli. Booth případ znovu otevře. Brennanová je šokovaná důkazy, které naznačují, že její rodiče by nemuseli být lidmi, za které je pokládala, a musí se vyrovnat s novými detaily o jejich minulosti a stejně tak i té své. |           |                                |                           |                     |                                  |                    |                 |

### Druhá řada (2006–2007)
| Č. v seriálu | Č. v řadě | Původní název                            | Český název                 | Režie              | Scénář                            | Premiéra v USA     | Premiéra v ČR     |
| --- | --------- | ---------------------------------------- | --------------------------- | ------------------ | --------------------------------- | ------------------ | ----------------- |
| 23 | 1         | The Titan on the Tracks                  | Obr na kolejích             | Tony Wharmby       | Hart Hanson                       | 30. srpna 2006     | 6. června 2007    |
| Doktorku Brennanovou po návratu z dovolené čeká nejen další případ, ale také nové zjištění o smrti její matky a pracovní překvapení v podobě nové šéfové. |           |                                          |                             |                    |                                   |                    |                   |
| 24 | 2         | Mother and Child in the Bay              | Matka a dítě v zátoce       | Jesús Treviño      | Stephen Nathan                    | 6. září 2006       | 13. června 2007   |
| Z vody bylo vyloveno tělo mladé ženy, která byla zavražděna již před rokem. Je vrahem skutečně její manžel, jak všichni předpokládají? |           |                                          |                             |                    |                                   |                    |                   |
| 25 | 3         | The Boy in the Shroud                    | Kluk v plachtě              | Sanford Bookstaver | Gary Glasberg                     | 13. září 2006      | 20. června 2007   |
| V odpadcích je nalezena mrtvola ve značném stupni rozkladu, zabalená v plachtě. Doktorka Brennanová se svým týmem zjistí, že jde o mladíka, Dylana Cranea, který chodil s dívkou z dětského domova. Proto si také doktorka bere tento případ dost osobně, a tím se dostává do potíží s kolegyní Kamilou. |           |                                          |                             |                    |                                   |                    |                   |
| 26 | 4         | The Blonde in the Game                   | Blondýna ve hře             | Bryan Spicer       | Noah Hawley                       | 20. září 2006      | 27. června 2007   |
| Nalezené ostatky ženy usvědčují vraha Eppse z dávného zločinu. Jenže poblíž je nalezena další, nová mrtvola, která nese stejné stopy násilí, a Epps je už dlouho ve vězení. Brennanová pátrá po pravém vrahovi.                                                                                          |           |                                          |                             |                    |                                   |                    |                   |
| 27 | 5         | The Truth in the Lye                     | Pravda v louhu              | Steven DePaul      | Scott Williams                    | 27. září 2006      | 4. července 2007  |
| Doktorka Brennanová a agent Booth jsou přivoláni k ostatkům lidského těla, které bylo uloženo ve vaně s louhem. Po identifikaci oběti zjistí, že vedla dvojí život. |           |                                          |                             |                    |                                   |                    |                   |
| 28 | 6         | The Girl in Suite 2103                   | Dívka v pokoji 2103         | Karen Gaviola      | Christopher Ambrose               | 4. října 2006      | 11. července 2007 |
| Na party kolumbijského velvyslanectví dojde k výbuchu, při kterém je zraněna významná soudkyně a protidrogová aktivistka. Doktorka Brennanová však odhalí, že tu byl záměrně založen požár, který měl zamaskovat stopy po vraždě.                                                                        |           |                                          |                             |                    |                                   |                    |                   |
| 29 | 7         | The Girl with the Curl                   | Kudrnatá holka              | Thomas J. Wright   | Karine Rosenthal                  | 1. listopadu 2006  | 18. července 2007 |
| Nález ostatků devítileté Brianny zavede doktorku Brennanovou do netradičního prostředí soutěže o dětskou Miss. Konkurenční boj je stejně nemilosrdný jako ve světě dospělých a odhalení vraha bude překvapivé.                                                                                           |           |                                          |                             |                    |                                   |                    |                   |
| 30 | 8         | The Woman in the Sand                    | Žena v písku                | Kate Woods         | Elizabeth Benjamin                | 8. listopadu 2006  | 25. července 2007 |
| V poušti u Las Vegas je nalezeno tělo prokurátora, který zmizel těsně před zahájením procesu proti mafii. O kus dál jsou objeveny ostatky mladé ženy. Stopy vedou Dr. Brennanovou a agenta Bootha do světa nelegálních boxerských zápasů a vysokých sázek.                                               |           |                                          |                             |                    |                                   |                    |                   |
| 31 | 9         | Aliens in a Spaceship                    | Vetřelci v kosmické lodi    | Craig Ross, Jr.    | Janet Tamaro                      | 15. listopadu 2006 | 1. srpna 2007     |
| Pro Bootha začíná závod s časem. Dr. Brennanovou a Hodginse unesl Hrobník, zločinec, který své oběti zahrabává pod zem. Když nedostane výkupné, nechá je udusit. |           |                                          |                             |                    |                                   |                    |                   |
| 32 | 10        | The Headless Witch in the Woods          | Bezhlavá čarodějnice v lese | Tony Wharmby       | Stephen Nathan a Karine Rosenthal | 29. listopadu 2006 | 8. srpna 2007     |
| Pověst o bezhlavé čarodějnici Maggie se stane klíčem k dalšímu případu doktorky Brennanové. V lese, ke kterému se legenda váže, bylo totiž nalezeno tělo bez hlavy. |           |                                          |                             |                    |                                   |                    |                   |
| 33 | 11        | Judas on a Pole                          | Jidáš na kříži              | David Duchovny     | Hart Hanson                       | 13. prosince 2006  | 15. srpna 2007    |
| Bratrovi doktorky Brennanové jde o život, je pronásledován odstřelovačem. S útokem má zřejmě souvislost nenadálé setkání s jejich otcem, který si vyrovnává účty z minulosti. |           |                                          |                             |                    |                                   |                    |                   |
| 34 | 12        | The Man in the Cell                      | Muž v cele                  | Jesús Treviño      | Noah Hawley                       | 31. ledna 2007     | 22. srpna 2007    |
| Při hledání psychopatického vraha, kterému se při požáru podařilo uprchnout z vězení, jsou v nebezpečí životy několika členů týmu doktorky Brennanové. |           |                                          |                             |                    |                                   |                    |                   |
| 35 | 13        | The Girl in the Gator                    | Dívka v krokodýlovi         | Allan Kroeker      | Scott Williams                    | 7. února 2007      | 29. srpna 2007    |
| V močálech na Floridě je zabit nebezpečný krokodýl a v jeho útrobách jsou nalezeny pozůstatky asi devatenáctileté ženy. Doktorka Brennanová při pitvě ale prokáže, že dívka byla úkladně zavražděna. |           |                                          |                             |                    |                                   |                    |                   |
| 36 | 14        | The Man in the Mansion                   | Muž v domě                  | Dwight Little      | Christopher Ambrose               | 14. února 2007     | 5. září 2007      |
| Při vyšetřování brutální vraždy doktorka Brennanová zjistí, že jeden člen z jejího týmu je do případu velmi osobně zainteresován. Od hrozící výpovědi ho může zachránit jen usvědčení skutečného vraha.                                                                                                  |           |                                          |                             |                    |                                   |                    |                   |
| 37 | 15        | Bodies in the Book                       | Vraždy podle knihy          | Craig Ross, Jr.    | Karine Rosenthal                  | 14. března 2007    | 12. září 2007     |
| Agent Booth a doktorka Brennanová jsou povoláni k mrtvole, která byla zabita stejným způsobem, který Kůstka popisuje v nové knize. Vzápětí jsou ohlášeny další, velmi podobné vraždy. |           |                                          |                             |                    |                                   |                    |                   |
| 38 | 16        | The Boneless Bride in the River          | Nevěsta bez kostí           | Tony Wharmby       | Gary Glasberg                     | 21. března 2007    | 19. září 2007     |
| Na dně řeky je nalezena mrtvá žena, která byla vykostěná. Kůstka je bez práce, a tak vyráží se Sullym na zaslouženou dovolenou. Záhy se jedna kostička přece jen najde. |           |                                          |                             |                    |                                   |                    |                   |
| 39 | 17        | The Priest in the Churchyard             | Kněz na hřbitově            | Scott Lautanen     | Lyla Oliver                       | 28. března 2007    | 26. září 2007     |
| Na starém hřbitově, kde se již dávno nepohřbívá, vyplaví několik hrobů voda z prasklého potrubí. Doktorka Brennanová však při identifikaci mrtvol zjišťuje, že některé hroby jsou jen pár let staré, a je tu podezření, že došlo ke zločinu.                                                             |           |                                          |                             |                    |                                   |                    |                   |
| 40 | 18        | The Killer in the Concrete               | Vrah v betonu               | Jeff Woolnough     | Dean Widenmann                    | 4. dubna 2007      | 3. října 2007     |
| Agent Booth a doktorka Brennanová odhalí vraha oběti zalité do betonu, ale skutečným vrahem se nakonec zdá být někdo jiný, když je agent Booth zmlácen a uvězněn skupinou zabijáků. Brennanová se vydává na jeho záchranu.                                                                               |           |                                          |                             |                    |                                   |                    |                   |
| 41 | 19        | Spaceman in a Crater                     | Muž, který spadl z nebe     | Jeannot Szwarc     | Elizabeth Benjamin                | 2. května 2007     | 10. října 2007    |
| Na poli jsou nalezeny ostatky muže, který spadl z obrovské výšky. Policejní vyšetřování prokáže, že se jedná o pilota, který vypadl z letadla - ale byl mrtvý již před pádem. |           |                                          |                             |                    |                                   |                    |                   |
| 42 | 20        | The Glowing Bones in the Old Stone House | Svítící kosti               | Caleb Deschanel    | Stephen Nathan                    | 9. května 2007     | 17. října 2007    |
| Tohle doktorka Brennanová a agent Booth ještě nezažili! Jsou přivoláni k případu, kdy kostra zavražděné ženy svítí. |           |                                          |                             |                    |                                   |                    |                   |
| 43 | 21        | Stargazer in a Puddle                    | Tulačka po hvězdách         | Tony Wharmby       | Hart Hanson                       | 16. května 2007    | 24. října 2007    |
| Doktorka Brennanová a agent Booth naleznou v zaplavené budově lidské ostatky, které odpovídají zhruba desetileté holčičce. Avšak podoba, kterou Angela sestaví, odpovídá osmdesátileté ženě. Jak je to možné?                                                                                            |           |                                          |                             |                    |                                   |                    |                   |

### Třetí řada (2007–2008)
| Č. v seriálu | Č. v řadě | Původní název                     | Český název             | Režie              | Scénář                              | Premiéra v USA     | Premiéra v ČR      |
| --- | --------- | --------------------------------- | ----------------------- | ------------------ | ----------------------------------- | ------------------ | ------------------ |
| 44 | 1         | The Widow's Son in the Windshield | Lebka na předním skle   | Ian Toynton        | Hart Hanson                         | 25. září 2007      | 9. září 2009       |
| Doktorka Brennanová a agent Booth jsou na stopě kanibala a sériového vraha patřícího k tajemné středověké sektě. |           |                                   |                         |                    |                                     |                    |                    |
| 45 | 2         | Soccer Mom in the Mini-Van        | Máma v dodávce          | Allan Kroeker      | Elizabeth Benjamin                  | 2. října 2007      | 16. září 2009      |
| Agent Booth a doktorka Brennanová řeší případ smrti vzorné matky a manželky, jejíž minulost je ovšem temnější, než se na první pohled zdá.                                                                                        |           |                                   |                         |                    |                                     |                    |                    |
| 46 | 3         | Death in the Saddle               | Smrt koně               | Craig Ross, Jr.    | Josh Berman                         | 9. října 2007      | 23. září 2009      |
| Další případ agenta Bootha a doktorky Brennanové je zavede do podivného společenství lidí s velmi zvláštním vztahem ke koním. |           |                                   |                         |                    |                                     |                    |                    |
| 47 | 4         | The Secret in the Soil            | Tajemství v hlíně       | Steven DePaul      | Karine Rosenthal                    | 23. října 2007     | 30. září 2009      |
| Agent Booth a doktorka Brennanová řeší případ mrtvoly nalezené v kompostu. Co bylo příčinou smrti? |           |                                   |                         |                    |                                     |                    |                    |
| 48 | 5         | Mummy in the Maze                 | Mumie v bludišti        | Marita Grabiak     | Scott Williams                      | 30. října 2007     | 7. října 2009      |
| Agent Booth a doktorka Brennanová se pouštějí do halloweenského vyšetřování plného mumií a převleků... |           |                                   |                         |                    |                                     |                    |                    |
| 49 | 6         | Intern in the Incinerator         | Stážistka ve spalovně   | Jeff Woolnough     | Christopher Ambrose                 | 6. listopadu 2007  | 14. října 2009     |
| Ve spalovací šachtě je nalezena mrtvola stážistky. Doktorka Brennanová se domnívá, že ji zabil sériový vrah-kanibal. Agent Booth však hledá vraha mezi zaměstnanci ústavu...                                                      |           |                                   |                         |                    |                                     |                    |                    |
| 50 | 7         | The Boy in the Time Capsule       | Mrtvý v časové schránce | Chad Lowe          | Janet Lin                           | 13. listopadu 2007 | 21. října 2009     |
| V časové schránce střední školy, která je otevřena po dvaceti letech, se najde rozložená mrtvola bývalého studenta. Agent Booth s doktorkou Brennanovou pátrají po vrahovi mezi jeho bývalými spolužáky...                        |           |                                   |                         |                    |                                     |                    |                    |
| 51 | 8         | The Knight on the Grid            | Rytíř na síti           | Dwight Little      | Noah Hawley                         | 20. listopadu 2007 | 28. října 2009     |
| Na scéně se znovu objevuje Gormogon, jehož oběť je nalezena bez kolenních čéšek. Agent Booth a doktorka Brennanová se při vyšetřování této vraždy přiblíží tajemství gormogonského sejfu...                                       |           |                                   |                         |                    |                                     |                    |                    |
| 52 | 9         | The Santa in the Slush            | Santa Claus na blátě    | Jeff Woolnough     | Elizabeth Benjamin a Scott Williams | 27. listopadu 2007 | 4. listopadu 2009  |
| Ve stoce je před Vánoci nalezeno tělo muže v masce Santa Clause. Vyšetřování vraždy zavede agenta Bootha a doktorku Brennanovou až do agentury, která dodává Santa Clause na trh...                                               |           |                                   |                         |                    |                                     |                    |                    |
| 53 | 10        | The Man in the Mud                | Závodník v bahně        | Scott Lautanen     | Janet Tamaro                        | 14. dubna 2008     | 11. listopadu 2009 |
| V bahenním vřídle jsou nalezeny kosterní pozůstatky úspěšného motocyklového závodníka. K podezřelým patří i sportovní novinář, jenž se vinou závodníka ocitl na invalidním vozíku...                                              |           |                                   |                         |                    |                                     |                    |                    |
| 54 | 11        | Player Under Pressure             | Konec hvězdy            | Jessica Landaw     | Janet Tamaro                        | 21. dubna 2008     | 18. listopadu 2009 |
| V univerzitní tělocvičně je nalezena mrtvola hvězdy tamního basketbalového týmu. V laboratoři zjistí, že pravděpodobně bral anabolika...                                                                                          |           |                                   |                         |                    |                                     |                    |                    |
| 55 | 12        | The Baby in the Bough             | Dítě ve větvích         | Ian Toynton        | Karine Rosenthal                    | 28. dubna 2008     | 25. listopadu 2009 |
| V autě vytlačeném ze silnice se najde ohořelá mrtvola ženy. Stopy, po nichž se agent Booth s doktorkou Brennanovou vydají, vedou na místo, kde žena pracovala...                                                                  |           |                                   |                         |                    |                                     |                    |                    |
| 56 | 13        | The Verdict in the Story          | Rozsudek                | Jeannot Szwarc     | Christopher Ambrose                 | 5. května 2008     | 2. prosince 2009   |
| Žalobkyně oznámí doktorce Brennanové, že nesmí dočasně spolupracovat s agentem Boothem, protože se blíží proces s jejím otcem, kterého Booth zatýkal. Brennanová navíc musí sledovat, jak celý tým svědčí ve prospěch obžaloby... |           |                                   |                         |                    |                                     |                    |                    |
| 57 | 14        | The Wannabe in the Weeds          | Amatér v trávě          | Gordon C. Lonsdale | Josh Berman                         | 12. května 2008    | 9. prosince 2009   |
| Policie objeví rozkládající se mrtvolu trenéra a občasného zpěváka. FBI zjistí, že jeho klientkou byla neodbytná Pam. Po jejím výslechu se ukáže, že ona nevraždila. Ale psycholog před ní Bootha varuje...                       |           |                                   |                         |                    |                                     |                    |                    |
| 58 | 15        | The Pain in the Heart             | Smutná pravda           | Allan Kroeker      | Hart Hanson a Stephen Nathan        | 19. května 2008    | 16. prosince 2009  |
| Po dramatických událostech v Jeffersonově ústavu zmizí ze sejfu stříbrná kostra. Všem je jasné, že Gormogon je znovu na scéně...                                                                                                  |           |                                   |                         |                    |                                     |                    |                    |

### Čtvrtá řada (2008–2009)
| Č. v seriálu | Č. v řadě | Původní název                           | Český název              | Režie               | Scénář                          | Premiéra v USA     | Premiéra v ČR      |
| ------------ | --------- | --------------------------------------- | ------------------------ | ------------------- | ------------------------------- | ------------------ | ------------------ |
| 59           | 1         | Yanks in the U.K. (Part 1)              | Amíci v Anglii (1. část) | Ian Toynton         | Hart Hanson a Karine Rosenthal  | 3. září 2008       | 18. srpna 2010     |
| 60           | 2         | Yanks in the U.K. (Part 2)              | Amíci v Anglii (2. část) | Ian Toynton         | Stephen Nathan a Scott Williams | 3. září 2008       | 25. srpna 2010     |
| 61           | 3         | Man in the Outhouse                     | Muž v budce              | Steven DePaul       | Carla Kettner a Mark Lisson     | 10. září 2008      | 1. září 2010       |
| 62           | 4         | The Finger in the Nest                  | Prst v hnízdě            | Jeff Woolnough      | Lyla Oliver                     | 17. září 2008      | 6. září 2010       |
| 63           | 5         | The Perfect Pieces in the Purple Pond   | Bezhlavý v nádrži        | Jeannot Szwarc      | Josh Berman                     | 24. září 2008      | 13. září 2010      |
| 64           | 6         | The Crank in the Shaft                  | Udavačka v šachtě        | Steven DePaul       | Elizabeth Benjamin              | 1. října 2008      | 20. září 2010      |
| 65           | 7         | The He in the She                       | On a ona                 | Craig Ross, Jr.     | Karina Csolty                   | 8. října 2008      | 27. září 2010      |
| 66           | 8         | The Skull in the Sculpture              | Socha s lebkou           | Allan Kroeker       | Janet Lin                       | 5. listopadu 2008  | 4. října 2010      |
| 67           | 9         | The Con Man in the Meth Lab             | Podvodník v laboratoři   | Allison Liddi-Brown | Karine Rosenthal                | 12. listopadu 2008 | 11. října 2010     |
| 68           | 10        | The Passenger in the Oven               | Cestující v mikrovlnce   | Steven DePaul       | Carla Kettner                   | 19. listopadu 2008 | 18. října 2010     |
| 69           | 11        | The Bone That Blew                      | Kost, která vybouchla    | Jessica Landaw      | Carla Kettner                   | 26. listopadu 2008 | 25. října 2010     |
| 70           | 12        | Double Trouble in the Panhandle         | Dvojí trable v manéži    | Dwight Little       | Lyla Oliver                     | 22. ledna 2009     | 1. listopadu 2010  |
| 71           | 13        | Fire in the Ice                         | Vášeň na ledě            | Chad Lowe           | Scott Williams                  | 22. ledna 2009     | 8. listopadu 2010  |
| 72           | 14        | The Hero in the Hold                    | Hrobník znovu na scéně   | Ian Toynton         | Janet Lin a Karine Rosenthal    | 5. února 2009      | 15. listopadu 2010 |
| 73           | 15        | The Princess and the Pear               | Princezna v hrušce       | Steven DePaul       | Matthew Donlan a Jeremy Martin  | 19. února 2009     | 22. listopadu 2010 |
| 74           | 16        | The Bones That Foam                     | Kost, která pěnila       | David Boreanaz      | Elizabeth Benjamin              | 12. března 2009    | 29. listopadu 2010 |
| 75           | 17        | The Salt in the Wounds                  | Sůl v ráně               | Steven DePaul       | Carla Kettner a Josh Berman     | 19. března 2009    | 6. prosince 2010   |
| 76           | 18        | The Doctor in the Den                   | Doktor v tygřím výběhu   | Ian Toynton         | Janet Lin a Karine Rosenthal    | 2. dubna 2009      | 13. prosince 2010  |
| 77           | 19        | The Science in the Physicist            | Fyzika věda je           | Brad Turner         | Karina Csolty                   | 9. dubna 2009      | 3. ledna 2011      |
| 78           | 20        | Cinderella in the Cardboard             | Popelka v krabici        | Steven DePaul       | Carla Kettner a Josh Berman     | 15. dubna 2009     | 10. ledna 2011     |
| 79           | 21        | Mayhem on a Cross                       | Kostra na kříži          | Jeff Woolnough      | Dean Lopata                     | 16. dubna 2009     | 17. ledna 2011     |
| 80           | 22        | The Double Death of the Dearly Departed | Dvakrát zabitý nebožtík  | Milan Cheylov       | Craig Silverstein               | 20. dubna 2009     | 24. ledna 2011     |
| 81           | 23        | The Girl in the Mask                    | Dívka v masce            | Ian Toynton         | Michael Peterson                | 23. dubna 2009     | 31. ledna 2011     |
| 82           | 24        | The Beaver in the Otter                 | Bobr a vydra             | Brad Turner         | Scott Williams                  | 30. dubna 2009     | 10. února 2011     |
| 83           | 25        | The Critic in the Cabernet              | Kritik ve víně           | Kevin Hooks         | Stephen Nathan                  | 7. května 2009     | 17. února 2011     |
| 84           | 26        | The End in the Beginning                | Vražda v nočním klubu    | Ian Toynton         | Hart Hanson                     | 14. května 2009    | 24. února 2011     |

### Pátá řada (2009–2010)
| Č. v seriálu | Č. v řadě | Původní název                         | Český název           | Režie               | Scénář                       | Premiéra v USA     | Premiéra v ČR   |
| ------------ | --------- | ------------------------------------- | --------------------- | ------------------- | ---------------------------- | ------------------ | --------------- |
| 85           | 1         | Harbingers in the Fountain            | Poslové ve fontáně    | Ian Toynton         | Hart Hanson                  | 17. září 2009      | 3. března 2011  |
| 86           | 2         | The Bond in the Boot                  | Překvapení v kufru    | Alex Chapple        | Michael Peterso              | 24. září 2009      | 10. března 2011 |
| 87           | 3         | The Plain in the Prodigy              | Zázračné dítě         | Allan Kroeker       | Karine Rosenthal             | 1. října 2009      | 17. března 2011 |
| 88           | 4         | The Beautiful Day in the Neighborhood | Nebezpečné předměstí  | Gordon C. Lonsdale  | Janet Lin                    | 8. října 2009      | 24. března 2011 |
| 89           | 5         | A Night at the Bones Museum           | Noc v muzeu           | Jeannot Szwarc      | Carla Kettner a Josh Berman  | 15. října 2009     | 31. března 2011 |
| 90           | 6         | The Tough Man in the Tender Chicken   | Konec kuřecího muže   | Dwight Little       | Dean Lopata                  | 5. listopadu 2009  | 5. dubna 2011   |
| 91           | 7         | The Dwarf in the Dirt                 | Trpaslík v bahně      | Chad Lowe           | Karyn Usher                  | 12. listopadu 2009 | 7. dubna 2011   |
| 92           | 8         | The Foot in the Foreclosure           | Noha s hypotékou      | Jeff Woolnough      | Pat Charles                  | 19. listopadu 2009 | 12. dubna 2011  |
| 93           | 9         | The Gamer in the Grease               | Šampion v oleji       | Kate Woods          | Dean Lopata                  | 3. prosince 2009   | 14. dubna 2011  |
| 94           | 10        | The Goop on the Girl                  | Santa s bombou        | Tim Southam         | Carla Kettner                | 10. prosince 2009  | 19. dubna 2011  |
| 95           | 11        | The X in the File                     | X v aktech            | Allison Liddi-Brown | Janet Lin                    | 14. ledna 2010     | 21. dubna 2011  |
| 96           | 12        | The Proof in the Pudding              | Důkaz v pudinku       | Emile Levisetti     | Bob Harris                   | 21. ledna 2010     | 26. dubna 2011  |
| 97           | 13        | The Dentist in the Ditch              | Zubař v potoce        | Dwight Little       | Pat Charles a Josh Berman    | 28. ledna 2010     | 28. dubna 2011  |
| 98           | 14        | The Devil in the Details              | Ďábel na oltáři       | Ian Toynton         | Michael Peterson             | 4. února 2010      | 3. května 2011  |
| 99           | 15        | The Bones on the Blue Line            | Kosti v metru         | Chad Lowe           | Carla Kettner                | 1. dubna 2010      | 5. května 2011  |
| 100          | 16        | The Parts in the Sum of the Whole     | První případ          | David Boreanaz      | Hart Hanson                  | 8. dubna 2010      | 10. května 2011 |
| 101          | 17        | The Death of the Queen Bee            | Smrt včelí královny   | Allan Kroeker       | Mark Lisson                  | 15. dubna 2010     | 12. května 2011 |
| 102          | 18        | The Predator in the Pool              | Dravec v akváriu      | Dwight Little       | Karyn Usher                  | 22. dubna 2010     | 17. května 2011 |
| 103          | 19        | The Rocker in the Rinse Cycle         | Rocker v pračce       | Jeff Woolnough      | Karine Rosenthal             | 29. dubna 2010     | 19. května 2011 |
| 104          | 20        | The Witch in the Wardrobe             | Čarodějnice ve skříni | François Velle      | Kathy Reichs                 | 6. května 2010     | 24. května 2011 |
| 105          | 21        | The Boy with the Answer               | Chlapec s odpovědí    | Dwight Little       | Stephen Nathan               | 13. května 2010    | 26. června 2011 |
| 106          | 22        | The Beginning in the End              | Začátek na konci      | Ian Toynton         | Hart Hanson a Stephen Nathan | 20. května 2010    | 31. května 2011 |

### Šestá řada (2010–2011)
| Č. v seriálu | Č. v řadě | Původní název                         | Český název              | Režie              | Scénář                                                   | Premiéra v USA     | Premiéra v ČR   |
| ------------ | --------- | ------------------------------------- | ------------------------ | ------------------ | -------------------------------------------------------- | ------------------ | --------------- |
| 107          | 1         | The Mastodon in the Room              | Mastodont v laboratotři  | Ian Toynton        | Hart Hanson                                              | 23. září 2010      | 10. dubna 2012  |
| 108          | 2         | The Couple in the Cave                | Dva v jeskyni            | Milan Cheylov      | Stephen Nathan                                           | 30. září 2010      | 17. dubna 2012  |
| 109          | 3         | The Maggots in the Meathead           | Svalovec na pláži        | Tim Southam        | Dean Lopata                                              | 7. října 2010      | 24. dubna 2012  |
| 110          | 4         | The Body and the Bount                | Hlava v kontejneru       | Dwight Little      | Michael Peterson                                         | 14. října 2010     | 29. dubna 2012  |
| 111          | 5         | The Bones That Weren't                | Kosti, které nebyly      | Jeannot Szwarc     | Pat Charles                                              | 4. listopadu 2010  | 1. května 2012  |
| 112          | 6         | The Shallow in the Deep               | Mrtvý z lodi otroků      | Mark Helfrich      | Carla Kettner                                            | 11. listopadu 2010 | 6. května 2012  |
| 113          | 7         | The Babe in the Bar                   | Kráska v čokoládě        | Tim Southam        | Karine Rosenthal                                         | 18. listopadu 2010 | 8. května 2012  |
| 114          | 8         | The Twisted Bones in the Melted Truck | Kostra v dodávce         | Gordon C. Lonsdale | Josh Berman                                              | 2. prosince 2010   | 13. května 2012 |
| 115          | 9         | The Doctor in the Photo               | Doktorka z fotografie    | Ian Toynton        | Carla Kettner                                            | 9. prosince 2010   | 15. května 2012 |
| 116          | 10        | The Body in the Bag                   | Mrtvá v kabelce          | Kate Woods         | Janet Lin                                                | 20. ledna 2011     | 20. května 2012 |
| 117          | 11        | The Bullet in the Brain               | Kulka v hlavě            | David Boreanaz     | Karyn Usher                                              | 27. ledna 2011     | 22. května 2012 |
| 118          | 12        | The Sin in the Sisterhood             | Sestry v hříchu          | Rob Hardy          | Karyn Usher                                              | 3. února 2011      | 27. května 2012 |
| 119          | 13        | The Daredevil in the Mold             | Jezdec na střeše         | Dwight Little      | Dean Lopata                                              | 10. února 2011     | 29. května 2012 |
| 120          | 14        | The Bikini in the Soup                | Bikiny v polévce         | Ian Toynton        | Lyla Oliver                                              | 17. února 2011     | 5. června 2012  |
| 121          | 15        | The Killer in the Crosshairs          | Zabiják na mušce         | Milan Cheylov      | Michael Peterson                                         | 10. března 2011    | 12. června 2012 |
| 122          | 16        | The Blackout in the Blizzard          | Výpadek proudu ve vánici | David Boreanaz     | Karine Rosenthal                                         | 17. března 2011    | 19. června 2012 |
| 123          | 17        | The Feet on the Beach                 | Nohy na mělčině          | Emile Levisetti    | Pat Charles                                              | 7. dubna 2011      | 26. června 2012 |
| 124          | 18        | The Truth in the Myth                 | Mýtus a pravda           | Chad Lowe          | Jonathan Goldstein a John Francis Daley                  | 14. dubna 2011     | 28. srpna 2012  |
| 125          | 19        | The Finder                            | Hledač pokladů           | Daniel Sackheim    | Hart Hanson                                              | 21. dubna 2011     | 4. září 2012    |
| 126          | 20        | The Pinocchio in the Planter          | Pinocchio v truhlíku     | François Velle     | Keith Foglesong                                          | 28. dubna 2011     | 11. září 2012   |
| 127          | 21        | The Signs in the Silence              | Znamení v tichu          | Dwight Little      | Janet Lin a Stephen Nathan                               | 5. května 2011     | 18. září 2012   |
| 128          | 22        | The Hole in the Heart                 | Díra v srdci             | Alex Chapple       | námět: Carla Kettner scénář: Carla Kettner a Karyn Usher | 12. května 2011    | 25. září 2012   |
| 129          | 23        | The Change in the Game                | Změna hry                | Ian Toynton        | Hart Hanson a Stephen Nathan                             | 19. května 2011    | 2. října 2012   |

### Sedmá řada (2011–2012)
| Č. v seriálu | Č. v řadě | Původní název                     | Český název              | Režie           | Scénář                         | Premiéra v USA     | Premiéra v ČR      |
| ------------ | --------- | --------------------------------- | ------------------------ | --------------- | ------------------------------ | ------------------ | ------------------ |
| 130          | 1         | The Memories in the Shallow Grave | Vzpomínky v mělkém hrobě | Ian Toynton     | Stephen Nathan                 | 3. listopadu 2011  | 9. října 2012      |
| 131          | 2         | The Hot Dog in the Competition    | Šampionka v teráriu      | Dwight Little   | Michael Peterson               | 10. listopadu 2011 | 16. října 2012     |
| 132          | 3         | The Prince in the Plastic         | Princezna v igelitu      | Alex Chapple    | Dean Lopata                    | 17. listopadu 2011 | 23. října 2012     |
| 133          | 4         | The Male in the Mail              | Muž v balíku             | Kevin Hooks     | Pat Charles                    | 1. prosince 2011   | 30. října 2012     |
| 134          | 5         | The Twist in the Twister          | Smrt lovce tornád        | Jeannot Szwarc  | Karine Rosenthal               | 8. prosince 2011   | 6. listopadu 2012  |
| 135          | 6         | The Crack in the Code             | Mezera v kódu            | Ian Toynton     | Carla Kettner                  | 12. ledna 2012     | 13. listopadu 2012 |
| 136          | 7         | The Prisoner in the Pipe          | Vězeň v potrubí          | Kate Woods      | Jonathan Collier               | 2. dubna 2012      | 20. listopadu 2012 |
| 137          | 8         | The Bump in the Road              | Překážka na silnici      | Dwight Little   | Keith Foglesong                | 9. dubna 2012      | 27. listopadu 2012 |
| 138          | 9         | The Don't in the Do               | Vražda v modré           | Jeannot Szwarc  | Janet Lin                      | 16. dubna 2012     | 4. prosince 2012   |
| 139          | 10        | The Warrior in the Wuss           | Malý velký muž           | Chad Lowe       | Dean Lopata a Michael Peterson | 23. dubna 2012     | 11. prosince 2012  |
| 140          | 11        | The Family in the Feud            | Rodinný spor             | Dwight Little   | Pat Charles a Janet Lin        | 30. dubna 2012     | 8. ledna 2013      |
| 141          | 12        | The Suit on the Set               | Smrt v záři reflektorů   | Emile Levisetti | Karine Rosenthal               | 7. května 2012     | 15. ledna 2013     |
| 142          | 13        | The Past in the Present           | Smrt matematika          | David Boreanaz  | Carla Kettner                  | 14. května 2012    | 22. ledna 2013     |

### Osmá řada (2012–2013)
| Č. v seriálu | Č. v řadě | Původní název                   | Český název            | Režie               | Scénář                             | Premiéra v USA     | Premiéra v ČR      |
| ------------ | --------- | ------------------------------- | ---------------------- | ------------------- | ---------------------------------- | ------------------ | ------------------ |
| 143          | 1         | The Future in the Past          | Budoucnost v minulosti | Ian Toynton         | Hart Hanson a Stephen Nathan       | 17. září 2012      | 8. října 2013      |
| 144          | 2         | The Partners in the Divorce     | Riziko rozvodu         | Allison Liddi-Brown | Michael Peterson                   | 24. září 2012      | 15. října 2013     |
| 145          | 3         | The Gunk in the Garage          | Bomba v garáži         | Kate Woods          | Jonathan Collier                   | 1. října 2012      | 22. října 2013     |
| 146          | 4         | The Tiger in the Tal            | Ve spárech tygra       | Dwight Little       | Dean Lopata                        | 8. října 2012      | 29. října 2013     |
| 147          | 5         | The Method in the Madness       | Systém v chaosu        | Kate Woods          | Keith Foglesong                    | 5. listopadu 2012  | 5. listopadu 2013  |
| 148          | 6         | The Patriot in Purgatory        | Hrdina bez domova      | François Velle      | Stephen Nathan                     | 12. listopadu 2012 | 12. listopadu 2013 |
| 149          | 7         | The Bod in the Pod              | Zakuklenec             | Tim Southam         | Pat Charles                        | 19. listopadu 2012 | 19. listopadu 2013 |
| 150          | 8         | The But in the Joke             | Smrt komika            | Ian Toynton         | Keith Foglesong                    | 26. listopadu 2012 | 26. listopadu 2013 |
| 151          | 9         | The Ghost in the Machine        | Spor duše s tělem      | Milan Cheylov       | Hart Hanson                        | 3. prosince 2012   | 3. prosince 2013   |
| 152          | 10        | The Diamond in the Rough        | Diamantová kostra      | Alex Chapple        | Nkechi Okoro Carroll               | 14. ledna 2013     | 10. prosince 2013  |
| 153          | 11        | The Archaeologist in the Cocoon | Archeolog v zámotku    | Jeannot Szwarc      | Sanford Golden a Karen Wyscarver   | 14. ledna 2013     | 17. prosince 2013  |
| 154          | 12        | The Corpse on the Canopy        | Mrtvola na nebesích    | Rob Hardy           | Jonathan Collier                   | 21. ledna 2013     | 24. prosince 2013  |
| 155          | 13        | The Twist in the Plot           | Mělký hrob             | Milan Cheylov       | Kim Clements                       | 28. ledna 2013     | 31. prosince 2013  |
| 156          | 14        | The Doll in the Derby           | Brusle jako zbraň      | Tawnia McKiernan    | Michael Peterson                   | 4. února 2013      | 7. ledna 2014      |
| 157          | 15        | The Shot in the Dark            | Výstřel ze tmy         | François Velle      | Dave Thomas                        | 11. února 2013     | 14. ledna 2014     |
| 158          | 16        | The Friend in Need              | Kamarádka v nouzi      | Jeffrey Walker      | Dean Lopata                        | 18. února 2013     | 21. ledna 2014     |
| 159          | 17        | The Fact in the Fiction         | Cestovatel v čase      | Dwight Little       | Keith Foglesong                    | 25. února 2013     | 28. ledna 2014     |
| 160          | 18        | The Survivor in the Soap        | Mrtvola v sudu         | Tim Southam         | Nkechi Okoro Carroll               | 4. března 2013     | 4. února 2014      |
| 161          | 19        | The Doom in the Gloom           | Zanechte všech nadějí  | Kate Woods          | Sanford Golden a Karen Wyscarver   | 18. března 2013    | 11. února 2014     |
| 162          | 20        | The Blood from the Stones       | Krvavé diamanty        | François Velle      | Pat Charles                        | 25. března 2013    | 18. února 2014     |
| 163          | 21        | The Maiden in the Mushrooms     | Dívka porostlá houbami | Jeannot Szwarc      | Lyla Oliver                        | 1. dubna 2013      | 25. února 2014     |
| 164          | 22        | The Party in the Pants          | Poslední striptýz      | Reggie Hudlin       | Michael Peterson a Keith Foglesong | 15. dubna 2013     | 4. března 2014     |
| 165          | 23        | The Pathos in the Pathogens     | Patogenní zóna         | Chad Lowe           | Kim Clements                       | 22. dubna 2013     | 11. března 2014    |
| 166          | 24        | The Secret in the Siege         | Největší tajemství     | David Boreanaz      | Stephen Nathan a Jonathan Collier  | 29. dubna 2013     | 18. března 2014    |

### Devátá řada (2013–2014)
| Č. v seriálu | Č. v řadě | Původní název                   | Český název              | Režie               | Scénář                            | Premiéra v USA     | Premiéra v ČR     |
| ------------ | --------- | ------------------------------- | ------------------------ | ------------------- | --------------------------------- | ------------------ | ----------------- |
| 167          | 1         | The Secrets in the Proposal     | Tajemství žádosti o ruku | Ian Toynton         | Hart Hanson a Stephen Nathan      | 16. září 2013      | 30. prosince 2014 |
| 168          | 2         | The Cheat in the Retreat        | Vražedná terapie         | Alex Chapple        | Nkechi Okoro Carroll              | 23. září 2013      | 6. ledna 2015     |
| 169          | 3         | El Carnicero en el Coche        | Řezník v autě            | Ian Toynton         | Jonathan Collier a Dean Lopata    | 30. září 2013      | 13. ledna 2015    |
| 170          | 4         | The Sense in the Sacrifice      | Význam oběti             | Kate Woods          | Jonathan Collier                  | 7. října 2013      | 20. ledna 2015    |
| 171          | 5         | The Lady on the List            | Seznam posledních přání  | Chad Lowe           | Pat Charles                       | 14. října 2013     | 27. ledna 2015    |
| 172          | 6         | The Woman in White              | Žena v bílém             | Kevin Hooks         | Karine Rosenthal                  | 21. října 2013     | 3. února 2015     |
| 173          | 7         | The Nazi on the Honeymoon       | Nejlepší svatební cesta  | Jeannot Szwarc      | Dave Thomas                       | 4. listopadu 2013  | 10. února 2015    |
| 174          | 8         | The Dude in the Dam             | Mrtvý v bobří přehradě   | Kevin Hooks         | Kathy Reichs a Kerry Reichs       | 11. listopadu 2013 | 17. února 2015    |
| 175          | 9         | The Fury in the Jury            | Rozruch v porotě         | Dwight Little       | Sanford Golden a Karen Wyscarver  | 15. listopadu 2013 | 24. února 2015    |
| 176          | 10        | The Mystery in the Meat         | Tajemství v konzervě     | Tim Southam         | Michael Peterson                  | 22. listopadu 2013 | 3. března 2015    |
| 177          | 11        | The Spark in the Park           | Smrt gymnastky           | Chad Lowe           | Emily Silver                      | 6. prosince 2013   | 10. března 2015   |
| 178          | 12        | The Ghost in the Killer         | Záhada v balíku          | Allison Liddi-Brown | Nkechi Okoro Carroll              | 10. ledna 2014     | 17. března 2015   |
| 179          | 13        | Big in the Philippines          | Hrdina Filipín           | David Boreanaz      | Keith Foglesong                   | 17. ledna 2014     | 24. března 2015   |
| 180          | 14        | The Master in the Slop          | Šachista ve žlabu        | Dwight Little       | Dave Thomas                       | 24. ledna 2014     | 31. března 2015   |
| 181          | 15        | The Heiress in the Hill         | Únos dědičky             | Milan Cheylov       | Dean Lopata                       | 31. ledna 2014     | 7. dubna 2015     |
| 182          | 16        | The Source in the Sludge        | Emigrantka v jezeře      | Ian Toynton         | Jonathan Collier                  | 10. března 2014    | 14. dubna 2015    |
| 183          | 17        | The Repo Man in the Septic Tank | Konec vymahače           | Jeffrey Walker      | Michael Peterson                  | 17. března 2014    | 21. dubna 2015    |
| 184          | 18        | The Carrot in the Kudzu         | Kostra v liánách         | Rob Hardy           | Sanford Golden a Karen Wyscarver  | 24. března 2014    | 28. dubna 2015    |
| 185          | 19        | The Turn in the Urn             | Neznámý v urně           | Tim Southam         | Pat Charles                       | 31. března 2014    | 5. května 2015    |
| 186          | 20        | The High in the Low             | Mrtvá v národním parku   | Anne Renton         | Keith Fogelsong                   | 7. dubna 2014      | 19. května 2015   |
| 187          | 21        | The Cold in the Case            | Zamrzlý případ           | Milan Cheylov       | Emily Silver                      | 14. dubna 2014     | 26. května 2015   |
| 188          | 22        | The Nail in the Coffin          | Hřebík do rakve          | Ian Toynton         | Dean Lopata                       | 21. dubna 2014     | 2. června 2015    |
| 189          | 23        | The Drama in the Queen          | Mrtvola ve studni        | Jeannot Szwarc      | Megan McNamara                    | 12. května 2014    | 9. června 2015    |
| 190          | 24        | The Recluse in the Recliner     | Samotář z přívěsu        | David Boreanaz      | Stephen Nathan a Jonathan Collier | 19. května 2014    | 16. června 2015   |

### Desátá řada (2014–2015)
| Č. v seriálu | Č. v řadě | Původní název                            | Český název                  | Režie               | Scénář                                                                 | Premiéra v USA     | Premiéra v ČR     |
| ------------ | --------- | ---------------------------------------- | ---------------------------- | ------------------- | ---------------------------------------------------------------------- | ------------------ | ----------------- |
| 191          | 1         | The Conspiracy in the Corpse             | Utajená nehoda               | Ian Toynton         | Stephen Nathan a Jonathan Collier                                      | 25. září 2014      | 15. prosince 2015 |
| 192          | 2         | The Lance to the Heart                   | Lance řeší případ            | Dwight Little       | námět: Michael Peterson scénář: Nkechi Okoro Carroll a Keith Foglesong | 2. října 2014      | 22. prosince 2015 |
| 193          | 3         | The Purging of the Pundit                | Mrtvola v kanále             | Tim Southam         | Michael Peterson                                                       | 9. října 2014      | 29. prosince 2015 |
| 194          | 4         | The Geek in the Guck                     | Programátor pod mostem       | Milan Cheylov       | Gene Hong                                                              | 16. října 2014     | 5. ledna 2016     |
| 195          | 5         | The Corpse at the Convention             | Vražda mezi forenzními vědci | Chad Lowe           | Dave Thomas                                                            | 30. října 2014     | 12. ledna 2016    |
| 196          | 6         | The Lost Love in the Foreign Land        | Ztracená v cizí zemi         | Allison Liddi-Brown | Emily Silver                                                           | 6. listopadu 2014  | 19. ledna 2016    |
| 197          | 7         | The Money Maker on the Merry-Go-Round    | Makléř na kolotoči           | Michael Lange       | Keith Foglesong                                                        | 13. listopadu 2014 | 26. ledna 2016    |
| 198          | 8         | The Puzzler in the Pit                   | Konec mistra křížovek        | Chad Lowe           | Nkechi Okoro Carroll                                                   | 20. listopadu 2014 | 2. února 2016     |
| 199          | 9         | The Mutilation of the Master Manipulator | Konec velkého manipulátora   | Tim Southam         | Hilary Weisman Graham                                                  | 4. prosince 2014   | 9. února 2016     |
| 200          | 10        | The 200th in the 10th                    | Výbuch v trezoru             | David Boreanaz      | Stephen Nathan                                                         | 11. prosince 2014  | 16. února 2016    |
| 201          | 11        | The Psychic in the Soup                  | Jasnovidka ve stromě         | Jeannot Szwarc      | Lena D. Waithe                                                         | 26. března 2015    | 23. února 2016    |
| 202          | 12        | The Teacher in the Books                 | Učitelka v knihách           | Anne Renton         | Taylor Martin                                                          | 2. dubna 2015      | 1. března 2016    |
| 203          | 13        | The Baker in the Bits                    | Mrtvý v dole                 | Michael Lange       | Jonathan Collier                                                       | 9. dubna 2015      | 8. března 2016    |
| 204          | 14        | The Putter in the Rough                  | Smrt minigolfisty            | Milan Cheylov       | David Thomas                                                           | 16. dubna 2015     | 15. března 2016   |
| 205          | 15        | The Eye in the Sky                       | Nebezpečná hra               | Arlene Sanford      | Gene Hong                                                              | 23. dubna 2015     | 22. března 2016   |
| 206          | 16        | The Big Beef at the Royal Dine           | Někdo to rád ostré           | Alex Chapple        | Hilary Weisman Graham                                                  | 30. dubna 2015     | 29. března 2016   |
| 207          | 17        | The Lost in the Found                    | Mrtvá u potoka               | Jeannot Szwarc      | Emily Silver                                                           | 7. května 2015     | 5. dubna 2016     |
| 208          | 18        | The Verdict in the Victims               | Muž v cele smrti             | Michael Lange       | Nkechi Okoro Carroll                                                   | 7. května 2015     | 12. dubna 2016    |
| 209          | 19        | The Murder in the Middle East            | Vražda na Středním východě   | Milan Cheylov       | Michael Peterson                                                       | 14. května 2015    | 19. dubna 2016    |
| 210          | 20        | The Woman in the Whirlpool               | Mrtvola v řece               | Dwight Little       | Michael Peterson                                                       | 28. května 2015    | 26. dubna 2016    |
| 211          | 21        | The Life in the Light                    | Smrt v ohni                  | Randy Zisk          | Kathy Reichs a Kerry Reichs                                            | 4. června 2015     | 3. května 2016    |
| 212          | 22        | The Next in the Last                     | Poslední případ              | Ian Toynton         | Stephen Nathan a Jonathan Collier                                      | 11. června 2015    | 10. května 2016   |

### Jedenáctá řada (2015–2016)
| Č. v seriálu | Č. v řadě | Původní název                      | Český název               | Režie          | Scénář                      | Premiéra v USA     | Premiéra v ČR     |
| ------------ | --------- | ---------------------------------- | ------------------------- | -------------- | --------------------------- | ------------------ | ----------------- |
| 213          | 1         | The Loyalty in the Lie             | Věrnost ve lži            | Randy Zisk     | Jonathan Collier            | 1. října 2015      | 28. března 2017   |
| 214          | 2         | The Brother in the Basement        | Bratr ve sklepě           | Dwight Little  | Michael Peterson            | 8. října 2015      | 4. dubna 2017     |
| 215          | 3         | The Donor in the Drink             | Vynálezce v rybníku       | Michael Lange  | Hilary Weisman Graham       | 15. října 2015     | 11. dubna 2017    |
| 216          | 4         | The Carpals in the Coy-Wolves      | Hráč v lese               | Randy Zisk     | Gene Hong                   | 22. října 2015     | 18. dubna 2017    |
| 217          | 5         | The Resurrection in the Remains    | Vzkříšení v ostatcích     | Chad Lowe      | Mary Trahan                 | 29. října 2015     | 25. dubna 2017    |
| 218          | 6         | The Senator in the Street Sweeper  | Skandál v senátu          | Steve Robin    | Emily Silver                | 5. listopadu 2015  | 2. května 2017    |
| 219          | 7         | The Promise in the Palace          | Naděje z paláce kouzel    | Jeannot Szwarc | Joe Hortua                  | 12. listopadu 2015 | 9. května 2017    |
| 220          | 8         | High Treason in the Holiday Season | Vlastizrada v době svátků | Anne Renton    | Jon Cowan                   | 19. listopadu 2015 | 16. května 2017   |
| 221          | 9         | The Cowboy in the Contest          | Kovbojská soutěž          | Chad Lowe      | Karine Rosenthal            | 10. prosince 2015  | 23. května 2017   |
| 222          | 10        | The Doom in the Boom               | Tělo jako bomba           | Michael Lange  | Keith Foglesong             | 10. prosince 2015  | 30. května 2017   |
| 223          | 11        | The Death in the Defense           | Smrt při obraně           | Arlene Sanford | Kendall Sand                | 14. dubna 2016     | 6. června 2017    |
| 224          | 12        | The Murder of the Meninist         | Vražda šovinisty          | Ian Toynton    | Hilary Weisman Graham       | 21. dubna 2016     | 13. června 2017   |
| 225          | 13        | The Monster in the Closet          | Mumie v parku             | Randy Zisk     | Michael Peterson            | 28. dubna 2016     | 20. června 2017   |
| 226          | 14        | The Last Shot at a Second Chance   | Mrtvá v mělkém hrobě      | David Grossman | Emily Silver                | 5. května 2016     | 27. června 2017   |
| 227          | 15        | The Fight in the Fixer             | Mrtvý v řece              | Silver Tree    | Joe Hortua                  | 12. května 2016    | 4. července 2017  |
| 228          | 16        | The Strike in the Chord            | Hostina pro krysy         | Michael Lange  | Yael Zinkow                 | 19. května 2016    | 11. července 2017 |
| 229          | 17        | The Secret in the Service          | Agent v šachtě            | Dwight Little  | Kandall Sand a Mary Trahan  | 26. května 2016    | 18. července 2017 |
| 230          | 18        | The Movie in the Making            | Pod dozorem kamery        | Randy Zisk     | Keith Foglesong             | 2. června 2016     | 25. července 2017 |
| 231          | 19        | The Head in the Abutment           | Hlava u pilíře            | Ian Toynton    | Gene Hong                   | 16. června 2016    | 1. srpna 2017     |
| 232          | 20        | The Stiff in the Cliff             | Mrtvý v ledu              | Jeannot Szwarc | Kathy Reichs a Kerry Reichs | 23. června 2016    | 8. srpna 2017     |
| 233          | 21        | The Jewel in the Crown             | Drahokam v koruně         | David Grossman | Jon Cowan                   | 14. července 2016  | 15. srpna 2017    |
| 234          | 22        | The Nightmare Within the Nightmare | Noční můra                | David Boreanaz | Michael Peterson            | 21. července 2016  | 22. srpna 2017    |

### Dvanáctá řada (2017)
| Č. v seriálu | Č. v řadě | Původní název                         | Český název         | Režie              | Scénář                                                                              | Premiéra v USA  | Premiéra v ČR   |
| --- | --------- | ------------------------------------- | ------------------- | ------------------ | ----------------------------------------------------------------------------------- | --------------- | --------------- |
| 235 | 1         | The Hope in the Horror                | Naděje v temnotě    | Emily Deschanel    | Michael Peterson                                                                    | 3. ledna 2017   | 30. ledna 2018  |
| Epizoda navazuje na cliffhanger předchozí série – Brennanovou unesl její dřívější asistent Zack Addy, a Booth a zbytek týmu se ji zoufale snaží najít. Osvobození Brennanové bude však pouze začátkem jejich problémů. |           |                                       |                     |                    |                                                                                     |                 |                 |
| 236 | 2         | The Brain in the Bot                  | Mozek v robotovi    | Ian Toynton        | Hilary Weisman Graham                                                               | 10. ledna 2017  | 6. února 2018   |
| Když se objeví tělo muže, který měl co dočinění se vznikem robotu/programů s umělou inteligencí, musí tým zjistit, jestli vlastní robot oběti nebyl naprogramovaný tak, aby ho zabil. Brennanová mezitím pro každého plánuje zvláštní překvapení na své 40. narozeniny. |           |                                       |                     |                    |                                                                                     |                 |                 |
| 237 | 3         | The New Tricks in the Old Dogs        | Senior v kyselině   | David Grossman     | Ted Peterson                                                                        | 17. ledna 2017  | 13. února 2018  |
| Když je tělo starého muže nalezeno na skládce s kyselinou, tým se zaplete do drama, které se odehrává v domově důchodců. Zatímco řeší případ, v laborce dominují rozhovory o manželství a dětech. |           |                                       |                     |                    |                                                                                     |                 |                 |
| 238 | 4         | The Price for the Past                | Cena za minulost    | Randy Zisk         | Jonathan Collier                                                                    | 24. ledna 2017  | 20. února 2018  |
| Tým vyšetřuje vraždu někoho z minulosti Bootha a Brennanové. Aubrey mezitím čelí svému vlastnímu morálnímu dilema, když zjistí, že je zpět jeho táta. |           |                                       |                     |                    |                                                                                     |                 |                 |
| 239 | 5         | The Tutor in the Tussle               | Lektor na roztrhání | Dwight Little      | Eric Randall                                                                        | 31. ledna 2017  | 27. února 2018  |
| Když je tutor privilegovaných studentů nalezen mrtvý, probírá se tým všemi možnými pachateli, od nespokojených rodičů po jeho spolubydlícího s kriminální minulostí. Brennanová je mezitím frustrovaná nahrávkou své audio knihy a snaží se dokázat, že by ji zvládla nahrát sama. |           |                                       |                     |                    |                                                                                     |                 |                 |
| 240 | 6         | The Flaw in the Saw                   | Mrtvá v kontejneru  | Denise Di Novi     | Yael Zinkow                                                                         | 7. února 2017   | 6. března 2018  |
| Roztrhané tělo úspěšné golfistky, ze které se stala dřevorubkyně, Phyllis Paulové přivádí tým na regionální dřevorubecké sportovní mistrovství. Na této soutěži Booth a Brennanové objeví mnoho tajemství, která mohla vést k Phyllisině vraždě, včetně románku s ženatým soupeřem. Hodgins mezitím tajně analyzuje bakterie na kosti předchozí oběti, protože věří, že to zprostí Zacka Addyho viny.        |           |                                       |                     |                    |                                                                                     |                 |                 |
| 241 | 7         | The Scare in the Score                | Tvář netvora        | Randy Zisk         | Joe Hortua                                                                          | 14. února 2017  | 13. března 2018 |
| Když se po D.C. začne objevovat série mrtvol s vazbami na Boothovu bývalou armádní jednotku, musí se Booth ponořit do své minulosti a najít vraha dřív, než vrah najde jeho. Otec Brennanové, Max, před ní mezitím skrývá vážný lékařský zákrok, díky čemuž se Brennanová musí potýkat s důvěrou ke svému otci a jeho smrtelností, a stejně tak s tím, že je její rodina v nebezpečí.                        |           |                                       |                     |                    |                                                                                     |                 |                 |
| 242 | 8         | The Grief and the Girl                | Mrtvá v moři        | Anton Cropper      | Karine Rosenthal                                                                    | 21. února 2017  | 20. března 2018 |
| Nedávná ztráta způsobí rozpor mezi Boothem a Brennanovou, zatímco se vyrovnávají se svým smutkem různými způsoby. Mezitím na návštěvu přichází stará láska Brennanové. |           |                                       |                     |                    |                                                                                     |                 |                 |
| 243 | 9         | The Steel in the Wheels               | Závodník na poli    | Robert Reed Altman | Hilary Weisman Graham a Ted Peterson                                                | 7. března 2017  | 27. března 2018 |
| Když při strašlivé nehodě se strojem na seno umře mladý muž, Booth, Brennanová a Aubrey nasadí kýčovité převleky a jdou vyšetřovat případ v přestrojení na hlučnou soutěž demolition derby - závody autovraků. Mezitím se vrací Dr. Gordon Wyatt a pomáhá Hodginsovi a Cam, když v případu Gormogona narazí na slepou uličku.                                                                                |           |                                       |                     |                    |                                                                                     |                 |                 |
| 244 | 10        | The Radioactive Panthers in the Party | Režisér v ohni      | Michael Lange      | Keith Foglesong                                                                     | 14. března 2017 | 2. dubna 2018   |
| Když spálené, potlučené tělo aspirujícího scenáristy/režiséra dopadne na jedoucí auto, tým vyšetřuje sérii zvláštních lokací a postav, které souvisí s jeho filmem. Brennanová mezitím vyhledává rady od Dr. Mayerové ohledně vášně v pracovním prostředí a Booth nechává Aubreyho, aby vedl jejich současný případ.                                                                                         |           |                                       |                     |                    |                                                                                     |                 |                 |
| 245 | 11        | The Day in the Life                   | Jeden den v životě  | Ian Toynton        | Eric Randall a Yael Zinkow                                                          | 21. března 2017 | 3. dubna 2018   |
| V předposlední epizodě seriálu se začíná rozvíjet finální příběh každé postavy. Brennanová svědčí u Zackova soudního procesu, Angela prozradí velkou novinku, zatímco Aubrey a Jessica dojdou k rozhodnutí o společné budoucnosti. V průběhu všeho tým zjistí, že Kovac utekl, kvůli čemuž Booth musí závodit s časem, aby ochránil sebe a své blízké před tím, co může být Kovacův nejnebezpečnějších plán. |           |                                       |                     |                    |                                                                                     |                 |                 |
| 246 | 12        | The End in the End                    | Konec v konci       | David Boreanaz     | námět: Stephen Nathan scénář: Jonathan Collier, Michael Peterson a Karine Rosenthal | 28. března 2017 | 4. dubna 2018   |
| Protože je Kovac stále na svobodě, tým hledá důkazy, aby ho vypátrali. Poté, co Brennanová zažívá komplikace, zbytek týmu musí vyřešit, jak najít Kovaca bez ní, čímž si vyzkouší vše, co je kdy naučila. Když vše značí tomu, že má Kovac pomoc zvenčí, a také vlastní úkryt, vydají se ho Booth a Brennanová najít.                                                                                        |           |                                       |                     |                    |                                                                                     |                 |                 |